# Stadt auf dem Magdalensberg

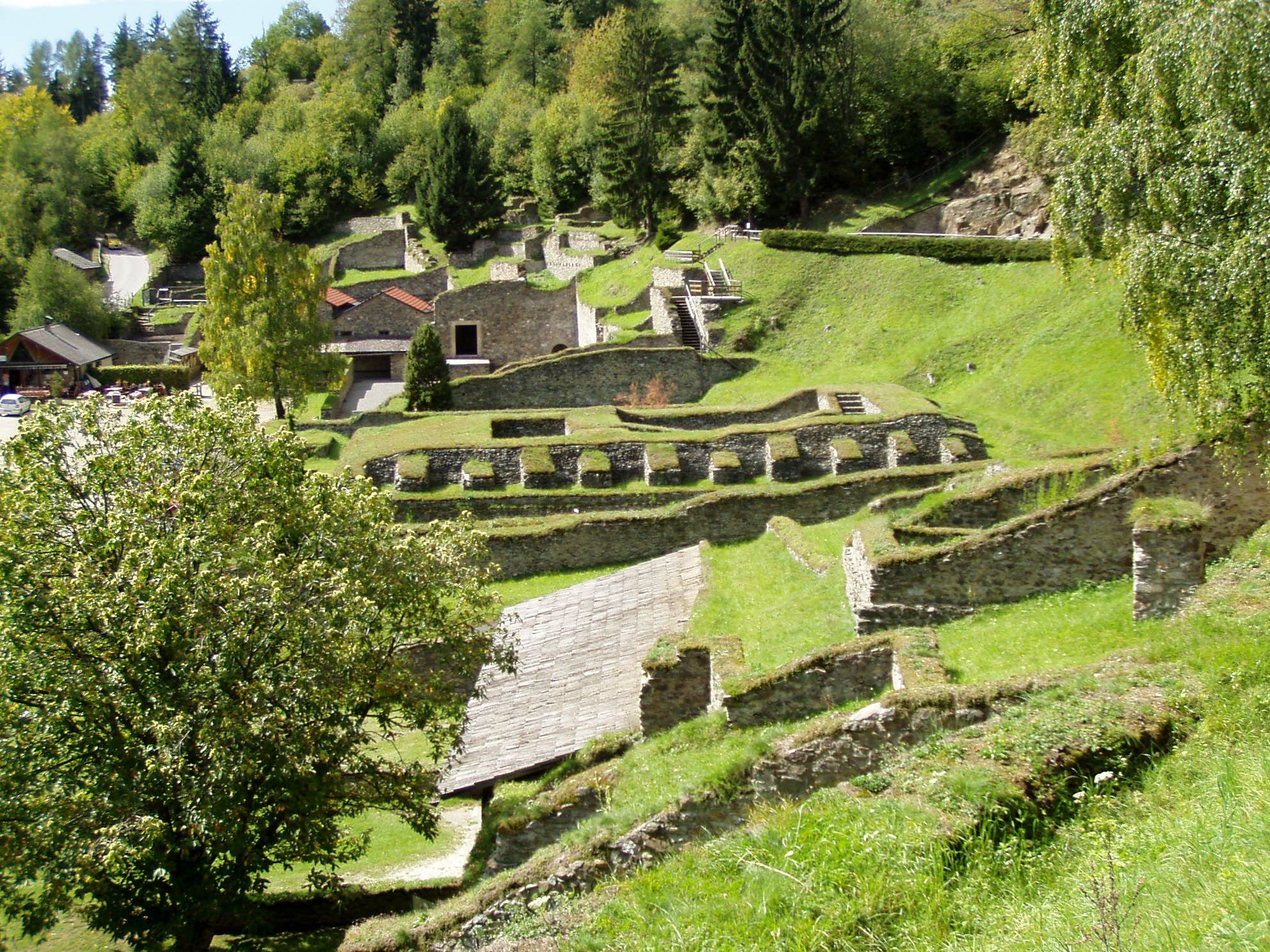
Blick von Osten auf Tempel und Praetorium

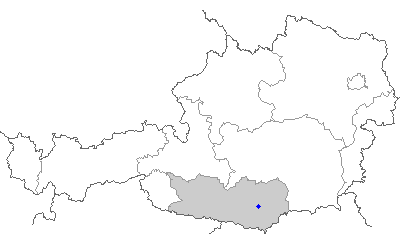
Lage des Magdalensbergs in Kärnten (grau), Österreich

Die Stadt auf dem Magdalensberg ist eine vom 1. Jahrhundert v. Chr. bis zur Mitte des 1. Jahrhunderts n. Chr. bewohnte norische Siedlung an den Hängen und am Gipfelplateau des Magdalensbergs am Rand des Kärntner Zollfelds. Sie war vor und in der Anfangsphase der römischen Besatzung ein wichtiger Handelspunkt, insbesondere für das norische Eisen. Die Siedlung wurde nach dem Bau der römischen Stadt Virunum am Zollfeld aufgegeben, wobei die dokumentierte Siedlungsdauer nur rund 90 Jahre betrug. Bedeutendster Einzelfund ist der Jüngling vom Magdalensberg.

## Geschichte

### Siedlungsbeginn

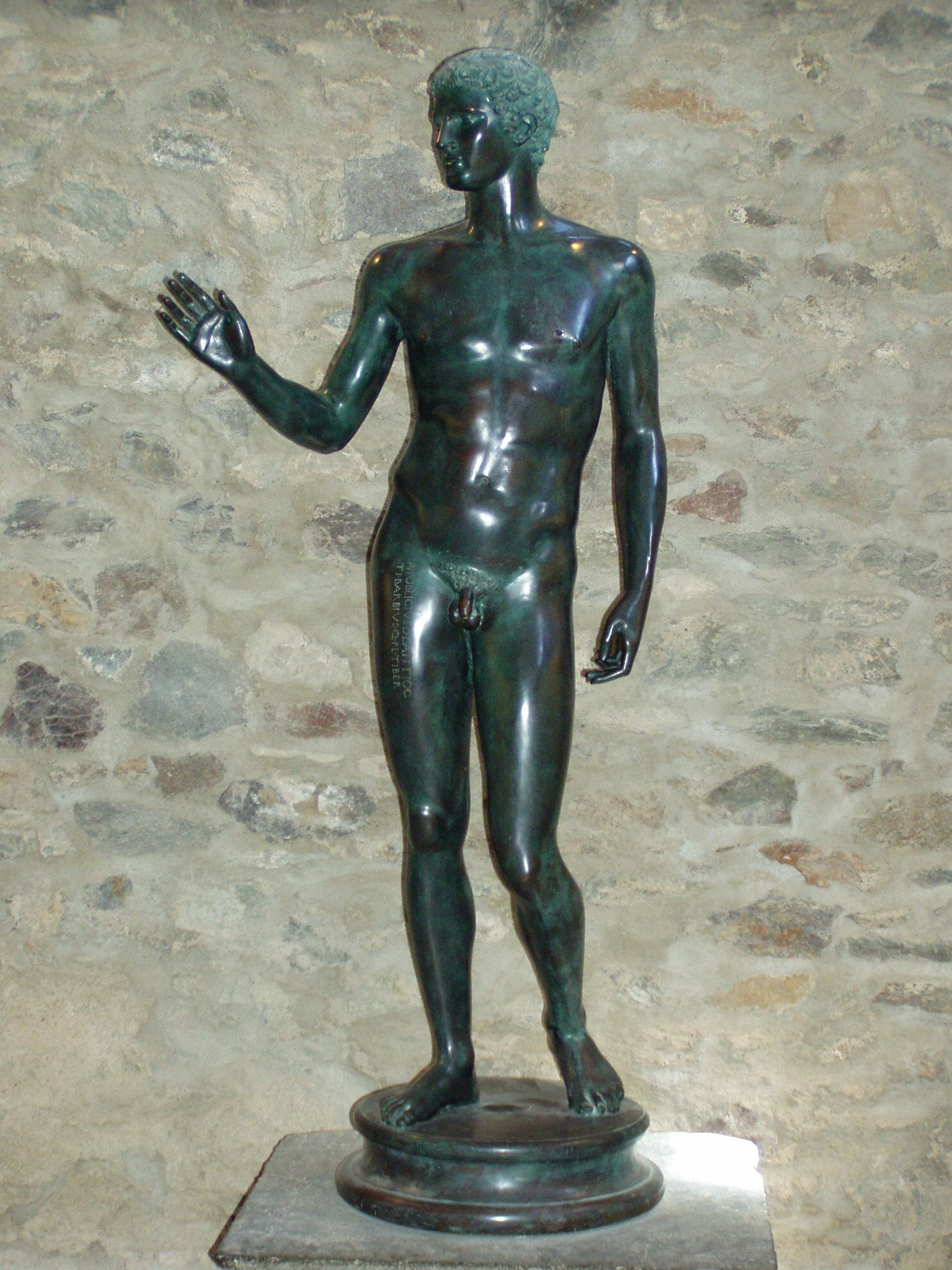
Der Jüngling vom Magdalensberg

Im 3. Jahrhundert v. Chr. hatten sich die keltischen Noriker im Gebiet des heutigen Kärnten niedergelassen. Aufgrund der reichen und qualitativ hochwertigen Eisenvorkommen (ferrum Noricum – norisches Eisen) entstand ein lebhafter Handel mit dem Mittelmeerraum. Im Jahr 170 v. Chr. schlossen die Noriker mit Rom einen Gastfreundschaftsvertrag (hospitium publicum). Die Handelsbeziehungen führten um die Mitte des 1. Jahrhunderts v. Chr. dazu, dass römische Händler sich auf dem Magdalensberg niederließen und einen Markt (emporium) gründeten.
Der Ort wurde von ihnen gewählt, weil sich auf dem Magdalensberg der Sitz des norischen Königs befand, oder aber im Schutz des Gipfelheiligtums, während sich der Königssitz in der näheren Umgebung befand. Allerdings ist bis heute keine keltische Siedlung auf dem Magdalensberg bekannt, was durch die Konzentration der Ausgrabungen auf die römische Epoche bedingt sein könnte. Jedenfalls befand der Ort sich in unmittelbarer Nähe der Eisenerzvorkommen im Görtschitztal (Hüttenberger Erzberg) und in der Lölling.
Erste Grabungen auf der Nordseite des Berges 2006 konnten einen von mehreren im Gelände sichtbaren Wällen in die Zeit zwischen 40 und 30 v. Chr. datieren, wobei die Funde noch vor der Zeitenwende abreißen. Der Wall ist aus Erde aufgeschüttet und hat keine Schalenmauern oder Holzbalken. Vor dem Wall befinden sich ein Sohlgraben und eine Kontereskarpe. Der Wall ähnelt dem Typus Fecamp, der vorwiegend im spätkeltischen Zentral- und Nordfrankreich anzutreffen ist.
Über die Anfangsphase des römischen Marktes gibt es noch wenige Erkenntnisse. Es dürfte sich hauptsächlich um Schmelzplätze für das norische Eisen und einfache Unterkünfte gehandelt haben. Die Bedeutung des Platzes bereits zu dieser Zeit wird durch die Weihung des Jünglings vom Magdalensberg durch zwei Händler deutlich, die in diese Zeit fiel.
Der Handel mit Rom nahm um die Mitte des 1. Jahrhunderts v. Chr. einen großen Aufschwung. Als Ursachen werden der hohe Bedarf an Waffen und anderen Gütern aufgrund der gallischen Feldzüge Caesars und der folgenden Bürgerkriege angenommen. Um diese Zeit entstand in der Siedlung ein Forum. Das Forum war von Häusern, sogenannten Tabernen, umgeben, die zum Teil in den Boden versenkt waren und als Warenlager, Kontore und Wohnungen dienten. An der Westseite wurde eine Basilika errichtet, die als Badehaus diente. An der östlichen Schmalseite stand eine 30 × 17 m große Marktbasilika. Diese Anlage am Südhang unterhalb des Gipfelbereichs entspricht in seiner Anlage italischen Vorbildern und ist im inneren Ostalpengebiet einzigartig. Dieser vor- und frühaugusteischen Bauperiode folgen noch drei weitere: eine reif-augusteische, eine spätaugusteisch-frühtiberische und eine früh-claudische.
In den 20er Jahren v. Chr. wurde von den Norikern auf dem Gipfelplateau ein Befestigungswerk mit zentralem Heiligtum von geradezu propagandistisch-repräsentativer Gestalt errichtet. Die Ausgestaltung der Händlerbauten zu dieser Zeit lässt auf eine materielle wie kulturelle Blüte schließen. Die Häuser wurden in Mörtelmauertechnik mit Verputz errichtet und innen bemalt. Hervorzuheben sind Fresken im zweiten und dritten pompejanischen Stil (um 20 v. Chr.) mit mythologischen und bukolischen Motiven.
Der Wohlstand der Händler spiegelt sich auch im übrigen Lebensstil wider: sie ernährten sich nach italischer Sitte unter anderem von importiertem garum (würzige Fischsauce), Oliven und Wein, die in Bronze-, Glas- und Terra-Sigillata-Geschirr serviert wurden. Aus Porträtskulpturen, den ältesten auf dem Gebiet des heutigen Österreich, kann man auf die Anwesenheit römischer Bildhauer schließen. Porträts norischer Frauen und Inschriften keltischer Namen zeigen, dass die Einheimischen regen Anteil an der römischen Kultur hatten. Neben dem Handel gab es eine umfassende Güterproduktion. Im Viertel östlich des Forums gab es Werkstätten zur Buntmetallverarbeitung (wohl vorwiegend Messing). Hier wurden Fibeln, Gürtelschnallen und andere Produkte für den lokalen Bedarf wie für den Export innerhalb des norischen Bereichs hergestellt.

### Römische Besatzung

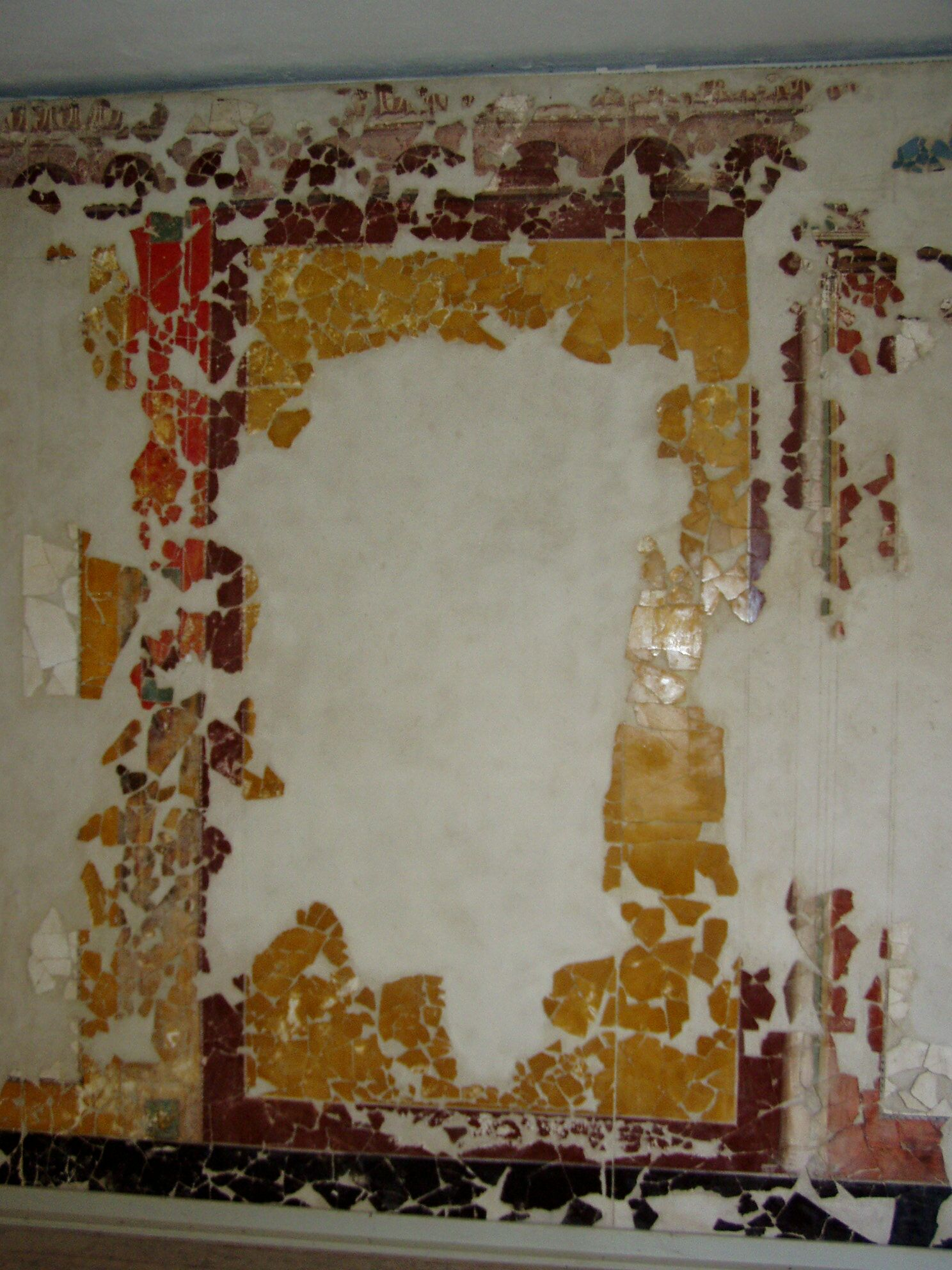
Aus Schuttresten rekonstruierte Wandmalereien aus dem Beratungszimmer

Die Eingliederung in das römische Reich 16/15 v. Chr. erfolgte in Noricum friedlich. Dies hatte zur Folge, dass die norischen Traditionen und Stammesstrukturen weitgehend erhalten blieben. Für die Stadt auf dem Magdalensberg war die Eingliederung mit einer Aufwertung verbunden. Sie wurde zum politischen Mittelpunkt des römischen Ostalpengebietes. Damit verbunden waren umfangreiche Baumaßnahmen. Möglicherweise wurden die bisherigen Bauten bei einem – in den Quellen nicht belegten – Erdbeben zwischen 10 und 20 n. Chr. beschädigt bzw. zerstört. Im Gebiet des Forums ergaben sich umfangreiche Änderungen: die Tabernen im Nordwesten wurden zugeschüttet und auf dem Gelände das Praetorium errichtet. Die Händlerbasilika auf der Ostseite wurde abgetragen und der freie Platz somit vergrößert. Bei den Tabernen an der Ostseite wurden die ursprünglichen Kellergebäude durch oberirdische Bauten ergänzt.
Zur Zeit des Tiberius wurde der Podiumtempel an der Nordseite errichtet, zunächst mit viersäuliger Fassade. In dieser Zeit gab es im östlichen Forumsbereich einen großen Brand, bei dem vor allem Wohnbauten und Warenlager zerstört wurden. In frühclaudischer Zeit wurde der Umbau zu einem Peripteraltempel mit sechssäuliger Fassade begonnen, aber nicht mehr beendet. Die Buntmetallwerkstätten östlich des Forums wurden weitgehend durch Wohnhäuser ersetzt und durch eine Straße vom Forum her erschlossen, die zu einem Doppeltor am Ostrand der Bergmulde führte.
Auf der Terrasse südwestlich des Forums wurde ein großes Badegebäude errichtet, das das nunmehr zum Repräsentationshaus umgebaute ursprüngliche Bad am Forum ersetzte. Am östlichen Südhang entstanden große, zweigeschoßige Wohnbauten mit Wohnflächen bis zu 150 m².
In dieser Zeit erreichte die Stadt eine Ausdehnung von rund 3 km². Die Einwohnerzahl dürfte zwischen 3000 und 5000 betragen haben.

### Aufgabe der Siedlung
Unmittelbar vor der Mitte des 1. Jahrhunderts enden die Funde auf dem Gebiet der Stadt, mit Ausnahme des Heiligtums am Berggipfel, wo es Funde bis in spätantike Zeit gibt. Die Siedlung wurde ziemlich rasch aufgegeben, etliche Bauten wie der Tempel blieben unvollendet. Abgelöst wurde die Stadt vom Municipium Claudium Virunum direkt am Fuß des Bergs im Zollfeld, das in den späten vierziger Jahren an der Stelle eines kleinen Straßenortes angelegt wurde. Der Straßenort lag an der wichtigen zentralnorischen Straßenverbindung von der Donau nach Italien, von hier führte der Weg auf den Magdalensberg.
Virunum war wie viele andere ähnliche Städte in den neuen Provinzen eine planmäßige Gründung als autonome römische Stadt und übernahm von der Stadt am Magdalensberg die Rolle als Hauptstadt und möglicherweise auch den Namen.

## Name der Stadt
Der Name der Stadt auf dem Magdalensberg ist nicht durch Quellen überliefert. Es gibt zwei Theorien zum Namen der Stadt.
Eine Theorie sieht in der Stadt auf dem Magdalensberg die Stadt Noreia, bei der die Schlacht bei Noreia zwischen Römern und Germanen stattgefunden hat und die bei Caesar erwähnt wird. Gegen diese These spricht, dass auf dem Magdalensberg bis dato noch keine Funde aus dem zweiten vorchristlichen Jahrhundert vorliegen, in dem Noreia bereits erwähnt wird. Diese These verliert in letzter Zeit immer mehr an Zustimmung.
Stattdessen rückte die Annahme in den Vordergrund, dass die Stadt auf dem Magdalensberg wie ihre Nachfolgerin auf dem Zollfeld Virunum hieß. Zum einen übernahmen neugegründete römische Municipia häufig die Namen ihrer Vorläufersiedlungen, die meist auf Hügeln lagen, zum anderen wurde in der Vorhalle des Repräsentationshauses das Fragment einer Inschriftentafel gefunden, auf dem in der Schlusszeile die Buchstaben VIRV[…] zu lesen sind. Gerhard Dobesch vermutete zudem, dass sich eine in spätantiken Quellen überlieferte Gründungssage von Virunum aufgrund der Lagebeschreibung auf die Stadt auf dem Magdalensberg bezieht. Das VIRV auf der Inschrift vom Magdalensberg muss jedoch nicht zwingend als Ortsname interpretiert werden, sondern könnte auch Rest einer Grabinschrift sein („VIR V(ivus) F(ecit)“ = „Der Gemahl hat es (das Grabmal) zu Lebzeiten errichtet.“), und die geographischen Angaben in der Gründungssage Virunums sind so allgemein gehalten, dass sie alleine keine sichere Lokalisierung zulassen. Daher ist der Name der Stadt auf dem Magdalensberg weiterhin unsicher.
Otto Helmut Urban wiederum hält auch einen Namenswechsel von Noreia zu Virunum für möglich.

## Wirtschaft

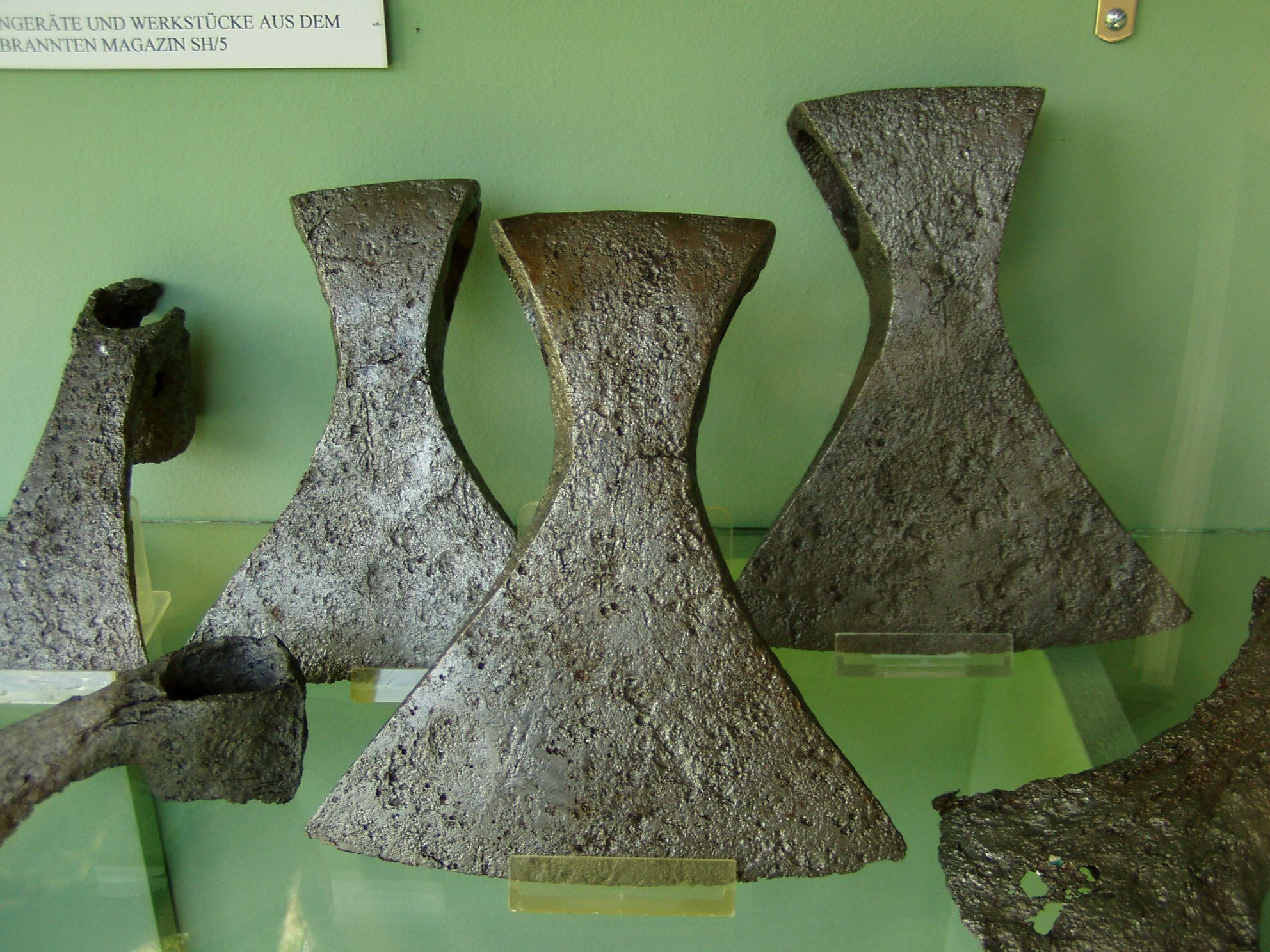
Äxte, eines von vielen Eisenprodukten, die in der Stadt gehandelt wurden

Die Stadt war der zentrale Handelsplatz für den Handel norischen Eisens mit dem römischen Reich. Von hier wurde das Eisen aus dem Raum Hüttenberg zum Teil weiterverarbeitet und im Großhandelsmaßstab gehandelt. Nachgewiesen wurden Ringbarren (anuli), ambossförmige Eisenbarren (incudes), scheibenförmige Eisenbarren (disci), Äxte (secures), Haken und Klammern (unci), Nägel, Messer, Meißel, Hämmer, Bratroste usw. Auch die hier hergestellten Produkte aus Buntmetall wurden hier gehandelt. Sie waren für den norischen Gebrauch bestimmt, gingen aber auch nach Italien. Auch Gold und Bergkristalle wurden hier gehandelt bzw. weiterverarbeitet.
Importiert wurden italische Keramik, Glasgefäße und Metallgegenstände.
Die Anwesenheit etlicher oberitalischer Handelshäuser ist durch reichlich erhaltene Ritzinschriften, Geldbeuteletiketten (tesserae nummulariae) und Rechenmarken (calculi) belegt. Die Kundschaft kam aus Rom, aus italischen Landstädten und vor allem aus Aquileia.
An Fundmünzen sind fast sämtliche Nominalien der römischen Münzen aus der späten Republik und der frühen Kaiserzeit vertreten, daneben auch norische Groß- und Kleinsilberprägungen, die es seit der ersten Hälfte des ersten vorchristlichen Jahrhunderts gab.

## Anlagen auf dem Berggipfel

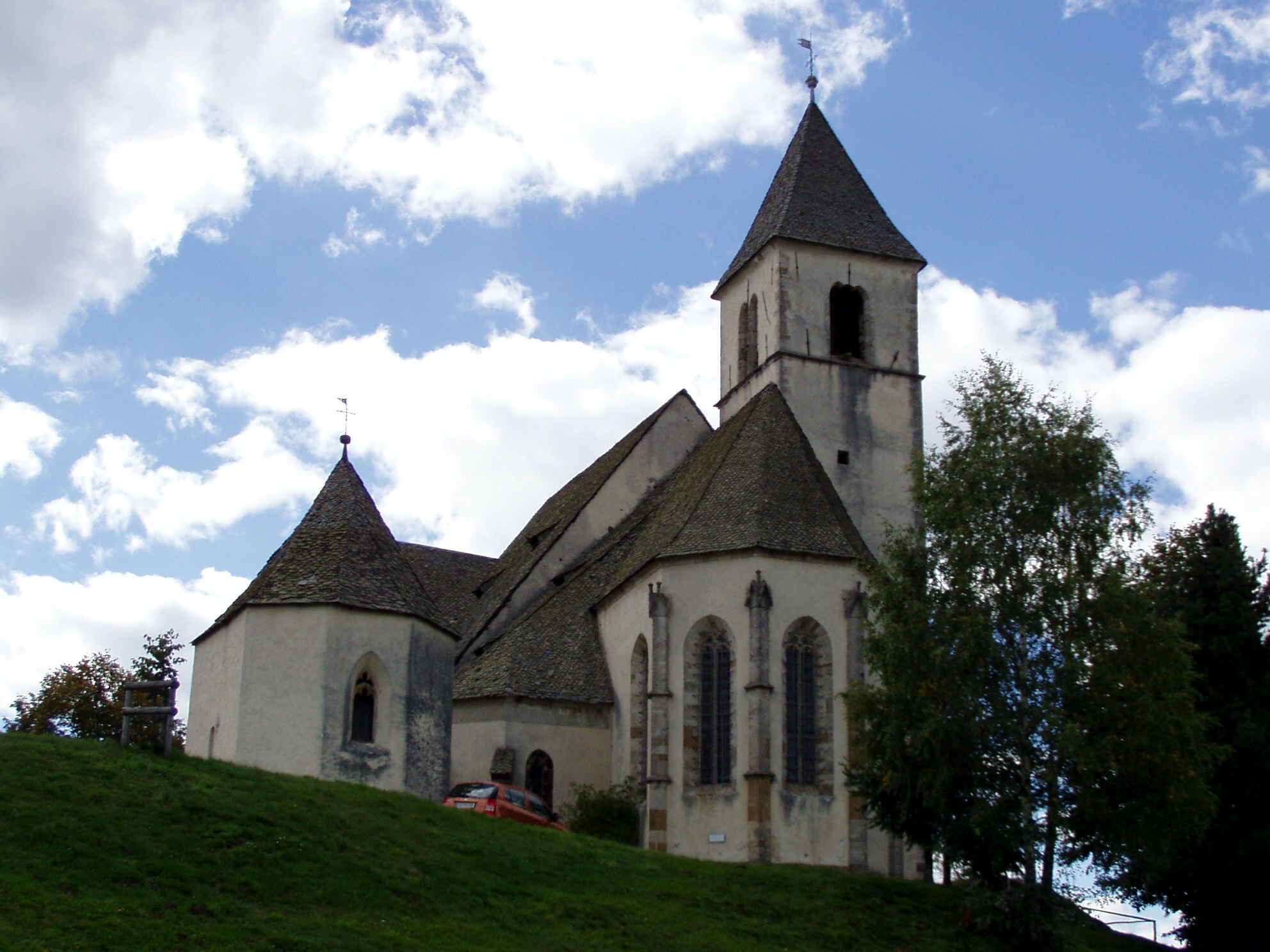
Unter der Filialkirche auf dem Berggipfel befinden sich die Überreste des keltischen Heiligtums

Auf dem Berggipfel befand sich ein keltisches Heiligtum, das von einer monumentalen Befestigung umgeben war, es sind aber praktisch keine Ausgrabungen oberirdisch konserviert worden. Sichtbar sind nur einige Mauerreste am Anfahrtsweg zur Kirche, diese sind Teil eines Doppeltores, das aus einem 30 m langen Schlauchtor und einem vorgelagerten Kastentor bestand. Beidseitig befanden sich mächtige Bastionen. Vor dem Tor befand sich ein 90 m langes und 30 m breites Glacis. Das Gipfelplateau war von einem doppelten Mauerring umgeben. Die Außenmauern waren an der Basis bis 2,1 m dick. Zwischen den Mauern befand sich ein bis zu drei Meter breiter Laufgraben. Innerhalb dieser Befestigung lag ein dritter Mauerring mit einem dritten Tor. Die Tore dürften Fassaden aus Marmor besessen haben.
Mauermaße, Mauertechnik und Mörtelarten lassen darauf schließen, dass die Anlagen von römischen Festungsarchitekten gebaut wurde. Erbaut wurde die Anlage in den Jahren vor 20 v. Chr. Sie wurde in spätaugusteisch-tiberischer Zeit wieder geschleift bzw. abgetragen. Ob die Anlage nach der römischen Okkupation 15 v. Chr. geschleift wurde oder beim angenommenen Erdbeben kurz danach zerstört und – da funktionslos – nicht mehr aufgebaut wurde, ist unklar.
Im Bereich westlich vor der Kirche wurde eine Konstruktion ergraben, die aus einem Lehmboden bzw. einer 50 cm höheren Felsfläche, die mit gelbem Mörtel bedeckt war. Aus dem Felsen waren Löcher für Rundholzsteher geschlagen, im inneren der Fläche befinden sich zwei 1,5 m tiefe Gruben. Diese waren sorgfältig verschüttet und mit Marmorplatten gedeckt. Der Fund ist möglicherweise als überdachtes Gebäude mit zwei Gruben zu rekonstruieren ähnlich den spätkeltischen Heiligtümern in Gournay-sur-Aronde und Acy-Romance.
Im Bereich der Kirche befand sich ein Podiumstempel, der nach Notgrabungen 2006 wie folgt rekonstruiert wird: Der Fels ist auf einer Fläche von 25,5 × 16,5 m horizontal und vertikal abgeflacht, sodass er eine rund 2 m erhöhte Plattform bildet. Darauf wurde ein Podium errichtet, das wie die Felswände mit Kraiger Marmor verkleidet war, der Boden war mit Schieferplatten gedeckt. Aufgrund der Proportionen (Podium 85 römische Fuß lang, 55 Fuß breit und 7 Fuß hoch) dürfte der Podiumstempel sechssäulig gewesen sein und über eine Freitreppe im Westen erreichbar. Die älteren Einzelfunde aus dem Gipfelbereich, wie der Kahnfahrer (eine als Votivgabe aufzufassende Tonplastik), ein Opferschalenfragment, Teile einer Gewandstatue, Dachziegel, Antefixe, Gesimsfragmente usw. sind also diesem Bau zuzuordnen. Hier war wohl auch der Jüngling vom Magdalensberg aufgestellt. Als Baudatum wird grob die Zeit nach der Mitte des ersten vorchristlichen Jahrhunderts angenommen. Das Heiligtum wurde bis in die Spätantike genutzt, im Gegensatz zum Rest der Stadt.
Die Anlage kann auch als Fürstensitz interpretiert werden, wobei dies aufgrund der Tatsache, dass nur die Mauerfundamente vorhanden sind, hypothetisch bleiben muss. Aufgrund der Größe der Anlage und des Mitwirkens römischer Architekten kommt als Bauherr fast nur der Norikerkönig infrage.

## Bauten um das Forum

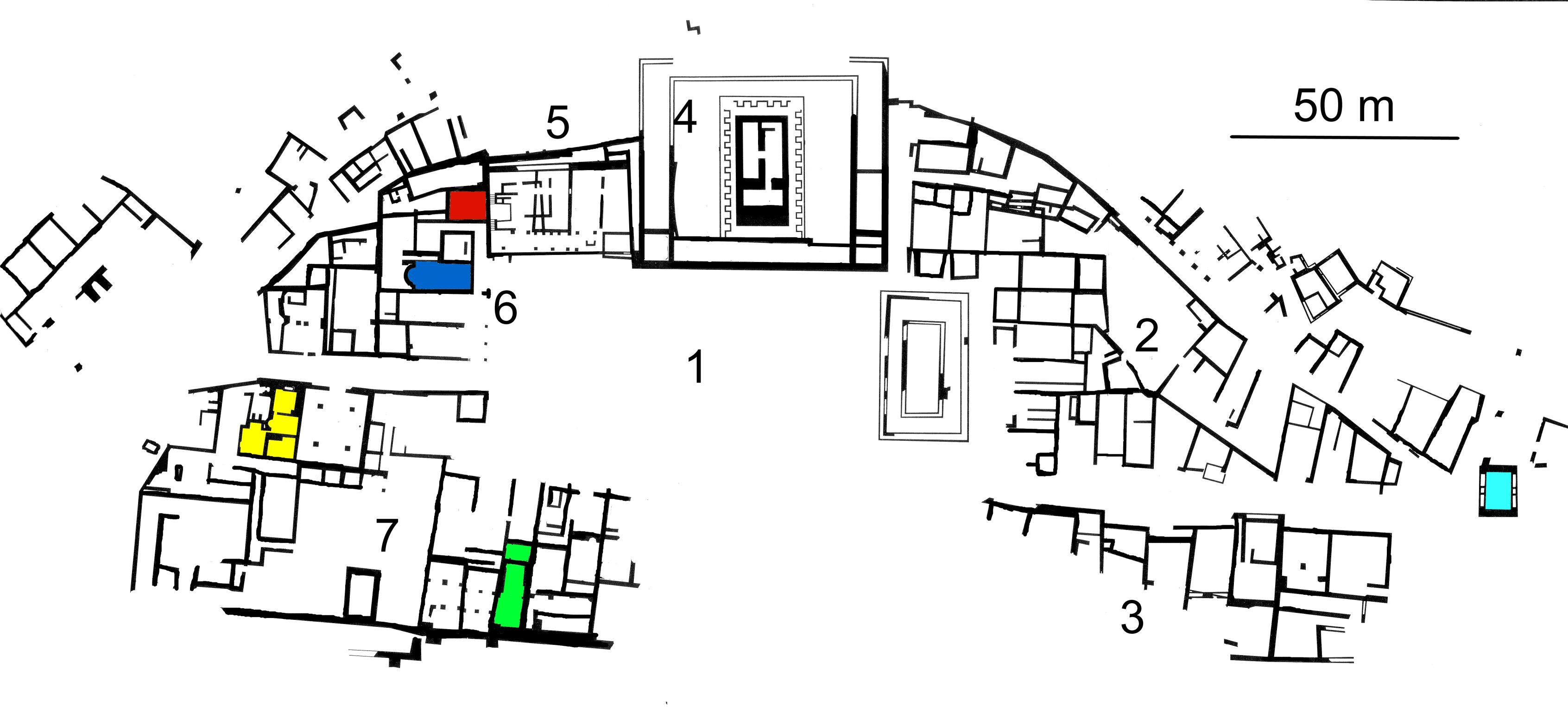
Plan der Händlersiedlung um das Forum. 1 Forum, 2 Werkstättenviertel (OR-Bauten), 3 Südhangbauten (AA-Bauten), 4 Tempel, 5 Praetorium, 6 Repräsentationshaus, 7 Bad, Terrassenhäuser und Kaiserliche Goldschmelze. Rot = Raum K, Blau = Raum A, Gelb = Bad, Grün = Räume mit Goldschmelzöfen, Türkis = Stadttor

Das Zentrum der römischen Siedlung befand sich am Südhang rund 200 Höhenmeter unterhalb des Gipfels in einer leichten Mulde. Dennoch mussten, um eine ebene Fläche für das Forum und die umgebenden Bauten zu erhalten, Fels und Erde hangseitig abgetragen und südseitig aufgeschüttet werden.

### Forum und Händlerniederlassung
Das Forum ist 110 × 42 m groß. An der südlichen Langseite führte und führt der Weg auf den Gipfel vorbei. Bei der Gesamtanlage des Forums können zwei große Phasen unterschieden werden:
Beim republikanischen Forum aus der Zeit des norischen Königreichs befand sich an der Ostseite die Händlerbasilika. Die übrigen Seiten wurden von Händler-Tabernen eingenommen. Diese waren zunächst aus Holz errichtet; sehr bald wurden sie durch Steinhäuser mit Kellern ersetzt. An der Westseite wurde noch vor der Besetzung Noricums die Basilika des Repräsentationshauses errichtet.
Das kaiserzeitliche Forum entstand nach der römischen Besetzung: Die Händlerbasilika wurde abgetragen, ihre Funktion übernahm das neu erbaute Praetorium an der westlichen Nordseite. An der Nordseite wurde an Stelle der hier befindlichen Tabernen der Tempel errichtet. Die vorhandenen Tabernen wurden durch neue ersetzt. Sie dienten als Kaufläden und Werkstätten und besaßen große Flügeltore.

### Tempelbezirk

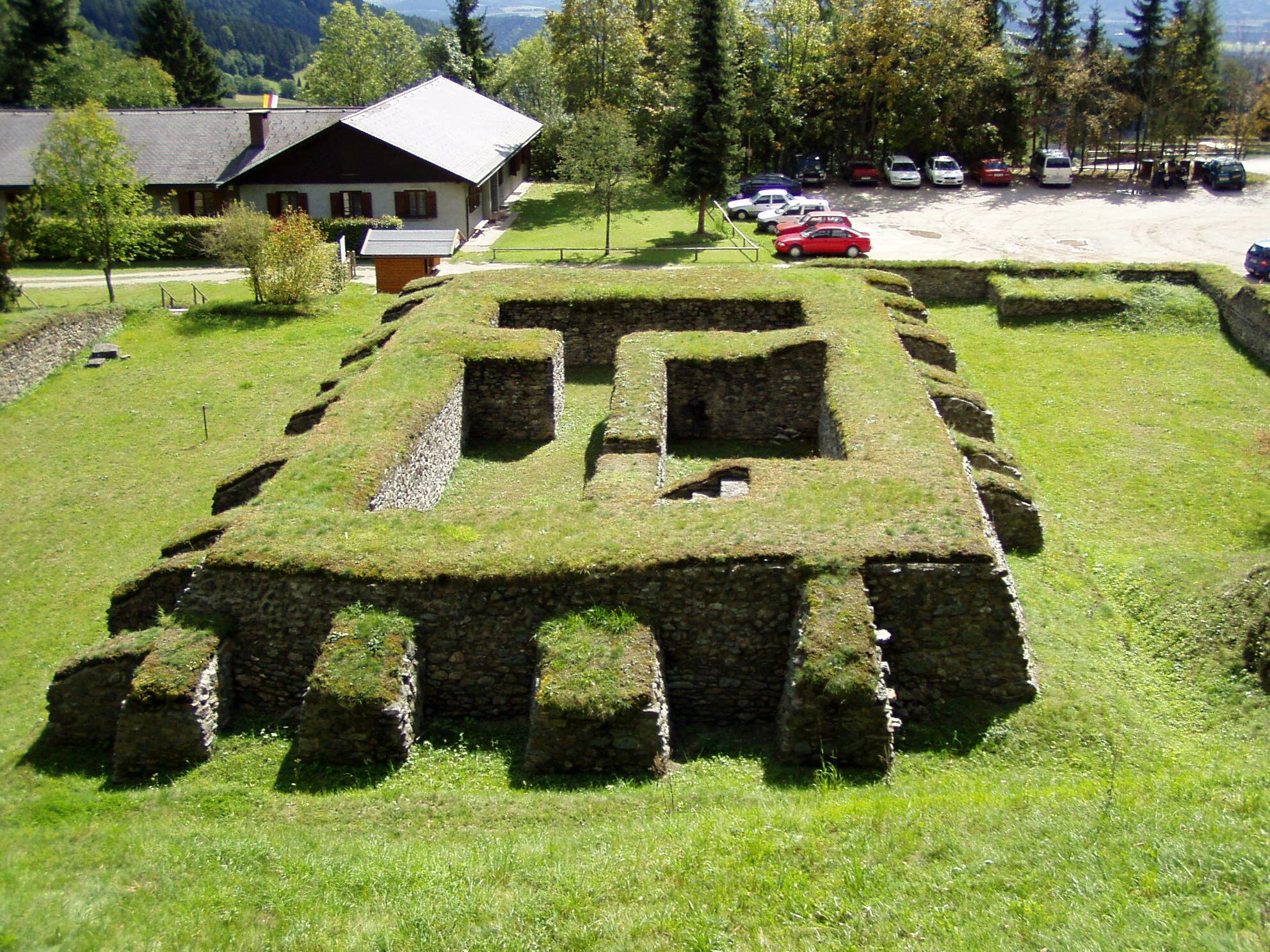
Der Tempel vom nördlich gelegenen Hang aus gesehen; im Hintergrund links das moderne Gebäude der Ausgrabungsleitung am Ort der Händlerbasilika der ersten Bauphase, rechts der Parkplatz an der Stelle des Forums

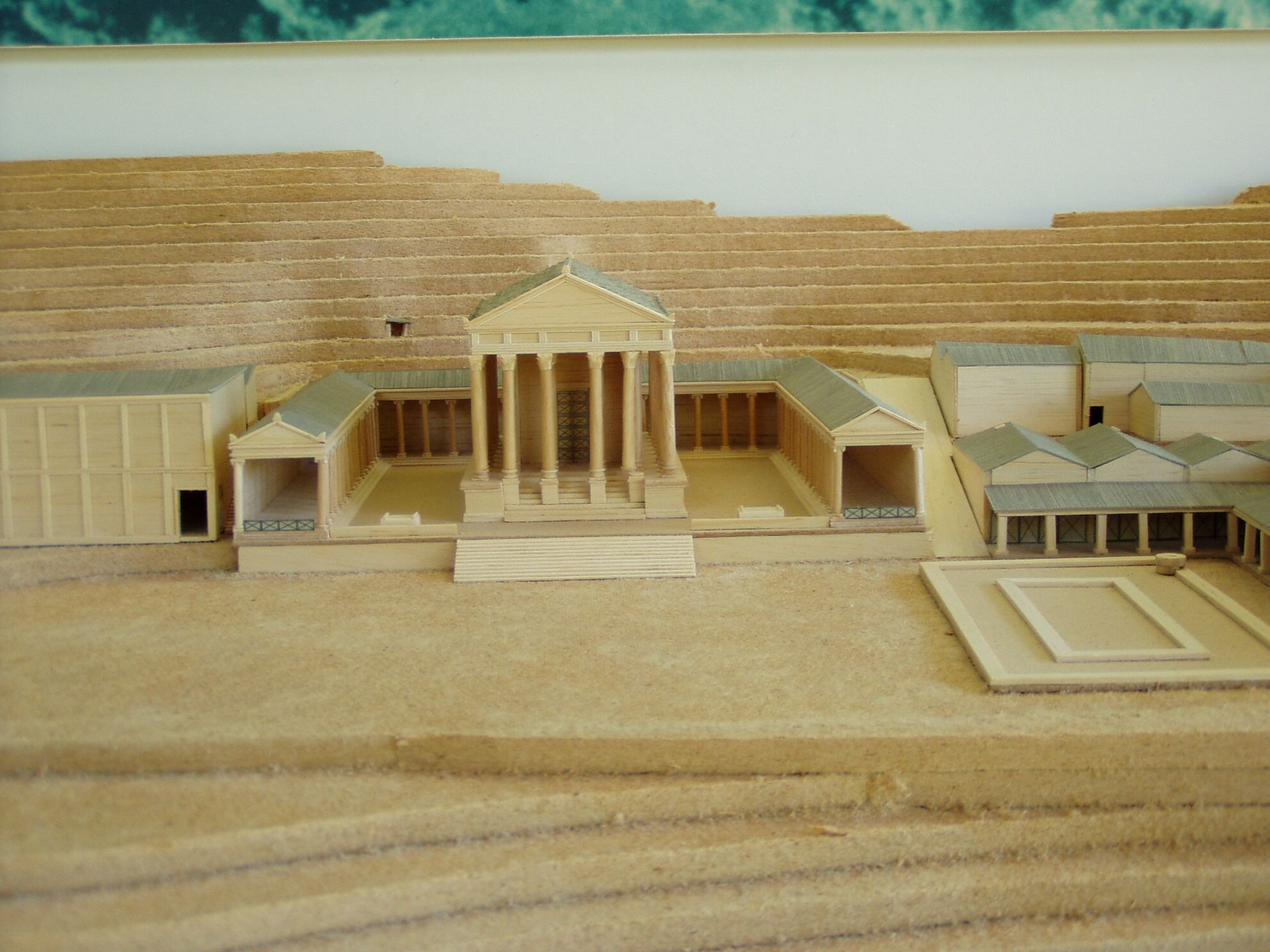
Rekonstruktion des Tempels in der letzten, nicht vollendeten Bauphase

Der Tempelbezirk liegt mittig an der Nordseite des Forums zwei Meter höher als dieses an der Bergseite. Der Bezirk misst 54,6 × 45,3 m. In der letzten Bauform war es ein Podiumtempel von 30 m Länge und 17,6 m Breite. Die Cella misst 21 × 11 m und sollte von elf bzw. sechs Säulen umgeben sein. An den Längsseiten befanden sich je ein breiter Hof und eine Halle. Vom Tempel ist nur der Unterbau erhalten mit zwei Kellerräumen (favissae), die durch eine bergseitig gelegenen Stiege zugänglich waren. Im Keller des Tempels wurden die öffentlichen Gelder verwahrt.
Zu diesem Tempel gab es einen kleineren Vorgängerbau. Beide dürften den Gottheiten Divus Augustus und der Dea Roma geweiht gewesen sein. In diesem Fall wäre der Tempel das älteste Beispiel für den Kaiserkult im heutigen Österreich. Der zweite Tempel, zur Zeit des Claudius begonnen, blieb unvollendet, so fehlt etwa der Aufgang vom Forum her. Vor der Vollendung kam die Verlegung der Stadt. Marmorverkleidungen fehlen ebenso, sie wurden wohl in Virunum wiederverwendet.
Für eine Provinzstadt ist der Tempel groß. Er stand wohl an der Stelle eines älteren keltischen Heiligtums. So wurden im Tempelbezirk drei Bergegruben gefunden, in einer ein künstlich zugeschnittenes Schädeldach eines Mannes. Forumseitig befinden sich unter dem Tempelbezirk Mauerreste von Tabernenbauten aus der Mitte des 1. Jahrhunderts v. Chr.
In der Felswand hinter dem Tempel befindet sich ein Felsheiligtum: eine offene Nische mit einer Feuerstelle und dem Standplatz für einen Altar, dahinter ein Schacht mit Gefäßscherben und Knochen (Haustiere, Geflügel, Bären, Wildschweine).

### Praetorium
Westlich des Tempelbezirkes befand sich an der Nordseite des Forums das Praetorium (Raum M). Der basilikaartige Bau war Sitz der Verwaltung. Der Raum war 100 römische Fuß (29,6 m) lang und auf der Nord-, Süd- und Ostseite von Hallen umgeben, die vor Regen und Sonne schützten. Im Westen befindet sich eine Doppelstiege zum Beratungszimmer und ein Podium (tribunal oder suggestus). Auf diesem Podium sprachen die Vertreter Roms Recht, verkündeten Erlässe und leiteten Abstimmungen.
Das Beratungszimmer (Raum K) war mit Wandbemalungen aus tiberischer Zeit verziert. Es war eine Feldermalerei mit verschiedenfarbigen, rechteckigen Feldern.
Diese Deutung wird jedoch heute angezweifelt. Eine andere Deutung des Gebäudekomplexes sieht sie als Basilika, tabularium und Versammlungsraum. In diesem Fall wird als Amtsgebäude der kaum untersuchte Plateaubau nordwestlich über dem Forum diskutiert.

### Repräsentationshaus

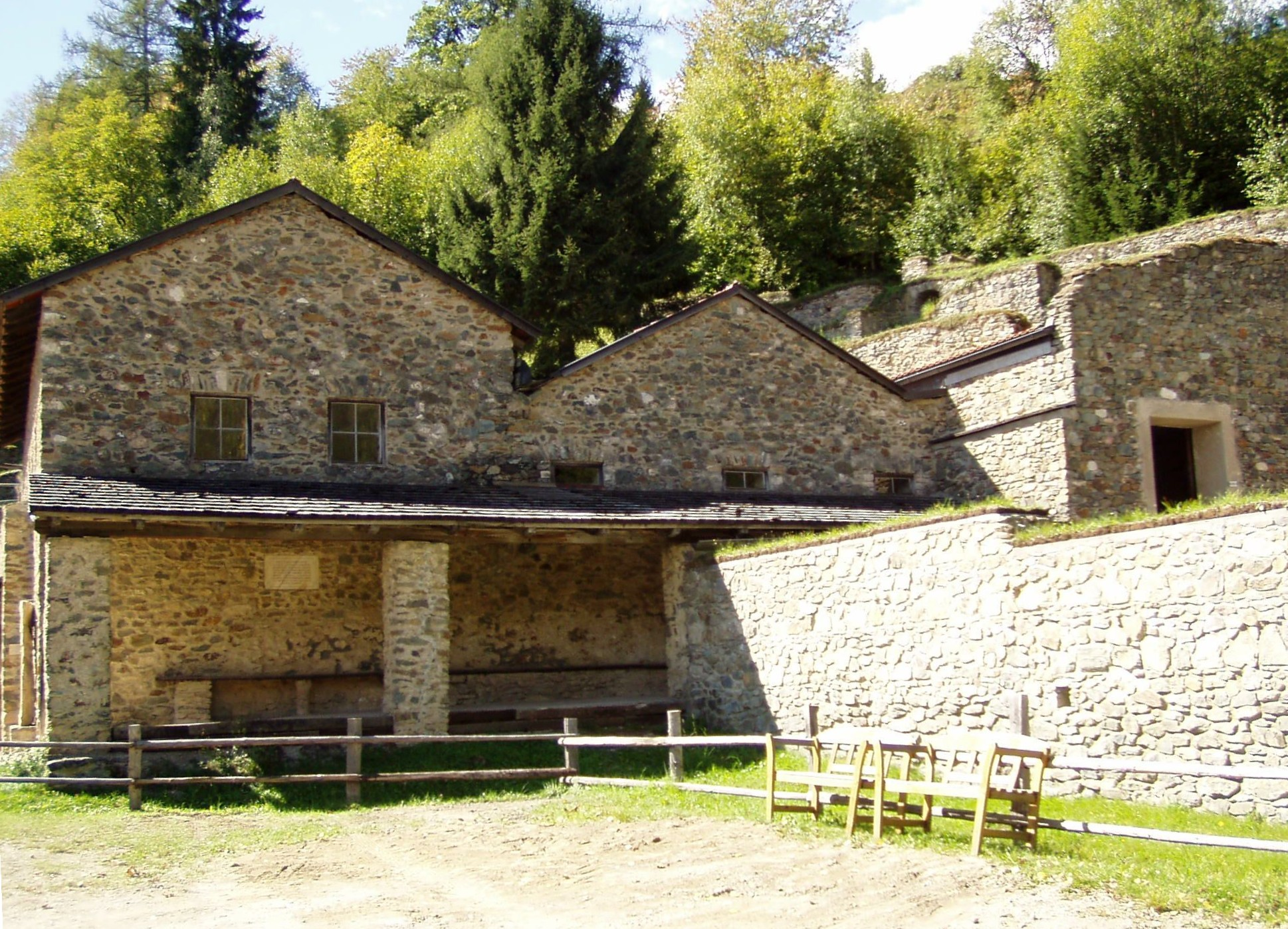
Repräsentationshaus vom Forum aus gesehen

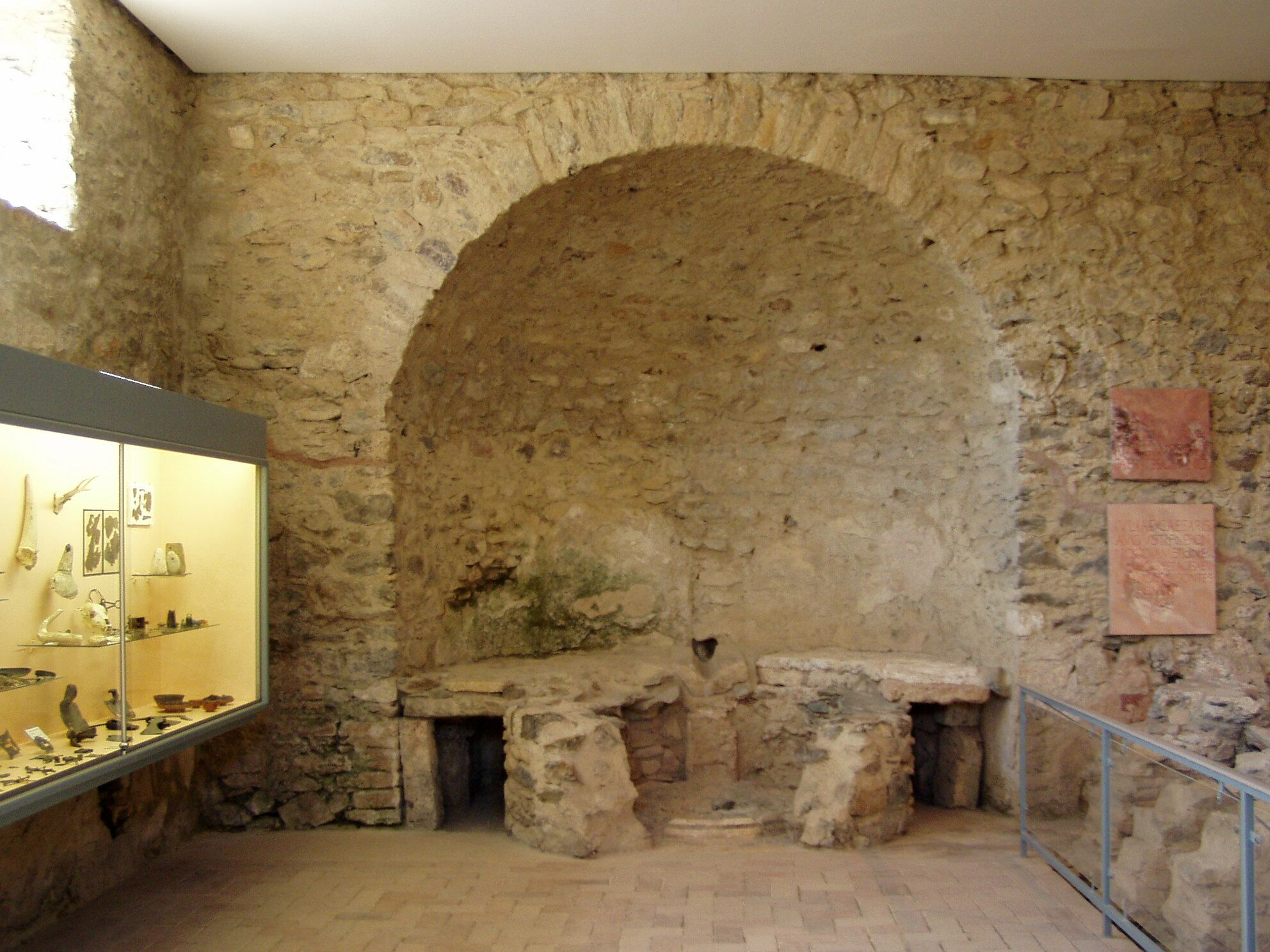
Apsis in Raum A des Repräsentationshauses; zu sehen sind Reste des Wasserbeckens

Die Verwendung des Repräsentationshauses (RP-Haus) wechselte mit der Zeit, was mit wiederholten Umbauten verbunden war. Es befindet sich in einem Nord-Süd ausgerichteten Gebäudekomplex an der Westseite des Forums. Der Komplex ist in drei Blöcke gegliedert an der Berg-(Nord-)Seite ein dreigeschoßiger Block mit kleinen Räumen (Raum L, V, W, K), ein Mittelblock (A–E, I, J) und ein nachträglich angebauter Teil aus zwei Sälen (Raum F, G). Der Mittelblock ist das Repräsentationshaus und besteht aus Eingangskorridor, Vorzimmer, Nischenraum und einen Apsis-Saal (A).
Während der ersten Bauphase, zur Zeit der römischen Händler, war der Raum A mit der Apsis Teil einer 12 m langen Basilika. Sie könnte das Amtslokal der magistri, der Marktverwalter gewesen sein. Die zweite Bauperiode fällt mit der römischen Okkupation 15 v. Chr. zusammen. Die Basilika wurde zu einem Gebäude mit drei Räumen und Eingangskorridor umgebaut. Im Raum A wurde eine Fußbodenheizung eingebaut (Hypokaustum), in der Apsis wurde ein Wasserbecken errichtet. An der Nordseite dürfte sich eine Badewanne befunden haben. All dies spricht für eine Verwendung als Badegebäude. Diese Annahme wird durch das Vorhandensein eines Wasserreservoir westlich des Gebäudes, von dem eine Bleirohrleitung ins Gebäude führt, gestützt.
Die dritte Bauperiode ist mit dem Brand 15 n. Chr. gleichzusetzen. Die Raumeinteilung blieb erhalten, im Raum A wurde der Boden um rund einen Meter erhöht, das Wasserbecken überbaut. Vermutlich diente es als Sitzungssaal, in dem die Vertreter Roms mit den Abgesandten der norischen Stämme die Landespolitik besprachen. Raum B mit seinen 13 Wandnischen wurde als Archiv benutzt.

### Wohn- und Werkstättenviertel
Das Wohn- und Werkstättenviertel, die sogenannten NG-Bauten, lag den Berghang entlang östlich des Händlerforums. Hier befanden sich große Werkstätten zur Verarbeitung von Buntmetallen. Entsprechende Schmelzöfen wurden ausgegraben, ebenso hier produzierte Kessel, Eimer, Flaschen, Töpfe und Fibeln in einheimischer Formgebung.
Die Häuser sind in mehreren Terrassen angelegt, auf der untersten Terrasse befinden sich auch Wohnbauten. Das gut erhaltene Haus NG/33 besteht aus mehreren Räumen. Der Schlafraum besaß einen Terrazzoboden, der Wohnraum einen Mörtelestrich und einen Nischenofen. Die nichttragenden Wände bestanden aus Fachwerk (opus craticium), einem mit Mörtel beworfenem Rutengeflecht.
An der antiken Straße nach Osten stand an der höchsten Stelle am Rand der Mulde das schon erwähnte Doppeltor. Errichtet wurde es in tiberischer Zeit (nach 14 n. Chr.), als auch das gesamte Stadtzentrum umgestaltet wurde. Da sich die Siedlung östlich des Tores fortsetzt, handelt es sich nicht um ein Stadttor, sondern wohl um einen Repräsentativbau.
An der obersten Terrasse befindet sich an einem Weg, der vom Doppeltor in spitzem Winkel zum Hauptweg wieder Richtung Westen geht, eine Reihe kleiner Werkstätten.

### Südhangbauten
Südlich des Forums befinden sich auf mehreren hauptsächlich künstlich erzeugten Terrassen große Wohnbauten. Unter den jetzt sichtbaren Bauten befinden sich kleinere, unregelmäßige Häuser aus der Zeit um 30 v. Chr. In tiberischer Zeit wurden sie durch regelmäßige, zum Teil zweigeschoßige Bauten mit bis zu 150 m² Innenfläche ersetzt. Die Obergeschoße bestanden großteils aus Holz und dienten zum Teil als Warenlager oder Geschäfte.

### AA-Bauten
Diese Bauten befinden sich unterhalb der Straße, die das Grabungsgelände durchschneidet und auch damals schon als Fahrweg diente. Hier befindet sich ein großes Gebäude, das unter anderem einen großen sechsräumigen Badebereich, eine Großbäckerei, eine große Küche und eine 19 × 24 m großen Hof (Peristyl) umfasst. Dieses Gebäude wurde in tiberisch-claudischer Zeit auf älteren, tabernenartigen Vorläuferbauten errichtet.

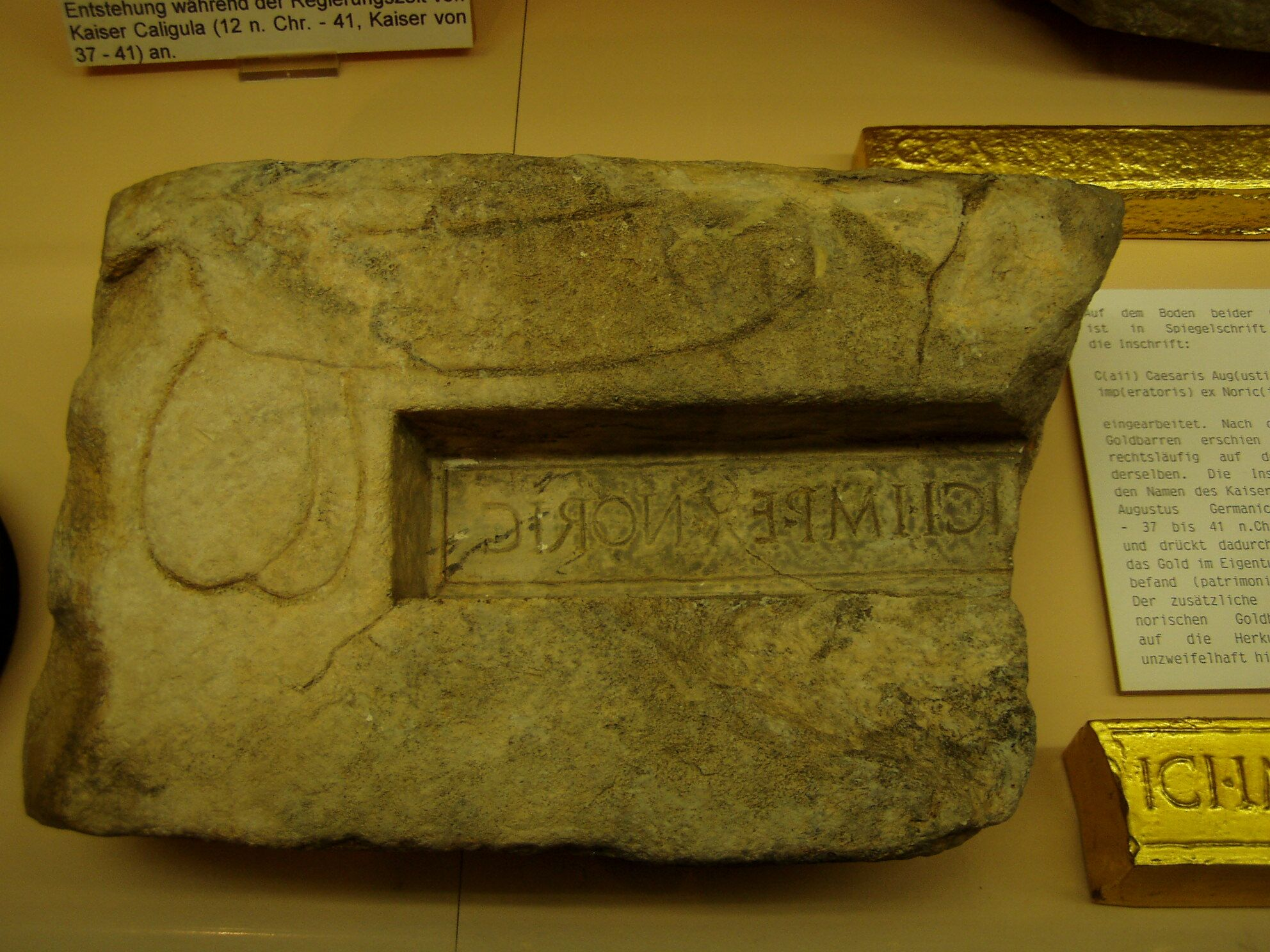
Gussform aus der Goldschmelze

Nach Osten schließen sich die unteren AA-Bauten auf drei Terrassen an. Es sind zum Teil zweistöckige, langgestreckte Bauwerke mit Firsthöhen von bis zu 15 m. In diesen Bauten wurde unter Kaiser Caligula die kaiserliche Goldschmelze eingerichtet. Hier fand man bei den Ausgrabungen zwei Goldbarren-Gussformen und 50 bis 50 kg schwere Bergkristalle. In zwei Räumen, die allseits von bis zu 13 m hohen Mauern umgeben waren und nur über Holzstiegen erreichbar waren, wurden die Reste von 19 Goldschmelzöfen freigelegt. Das hier verarbeitete Gold stammte aus den Gasteiner Tauern. An diesen Raum anschließend gab es eine Lagerhalle (AA/44) mit tresorartigem Nebenraum (Thesauros, AA/45). Die Art der Inschrift der Gussformen legt nahe, dass die Barren kaiserliches Eigentum waren.

### Bauweise
Der überwiegende Teil der Mauern wurde in der opus incertum-Bauweise errichtet. Dafür wurden die zwei Außenschalen aus unregelmäßigen Bruchsteinen mit einem inneren Kern aus Beton verbunden, der mit Gesteinsbruchstücken, Schlacken- und Holzkohlenresten versetzt ist. Die Steine für die Bauten wurden großteils direkt vor Ort gebrochen. Für viele Bauten musste die Grundfläche erst aus dem steilen Gelände gewonnen werden. Das anfallende Gestein wurde für die Mauern verwendet. Weitere Steine wurden in Steinbrüchen auf der Nordseite des Berges gewonnen. Die Steine sind vorwiegend (rund 95 Prozent) ordovizische Tuffe/Tuffite und Basalte. Gussmauerwerk (opus caementicium) wurde zum Bau eines 6 × 10 m großen Wasserbeckens unterhalb des Badegebäudes verwendet. Der Beton entspricht von der Konsistenz heutigen Normen (DIN 1045 für Beton B1 der Festigkeitsklasse B5). Für den Fußboden im Raum A des Repräsentationshauses wurden Eisenstäbe aus ferrum Noricum zur Verstärkung des betonierten Bodens verwendet. Mit dem Baujahr um 15 n. Chr. ist dies der älteste Nachweis für die Verwendung von Stahl in Betondecken.

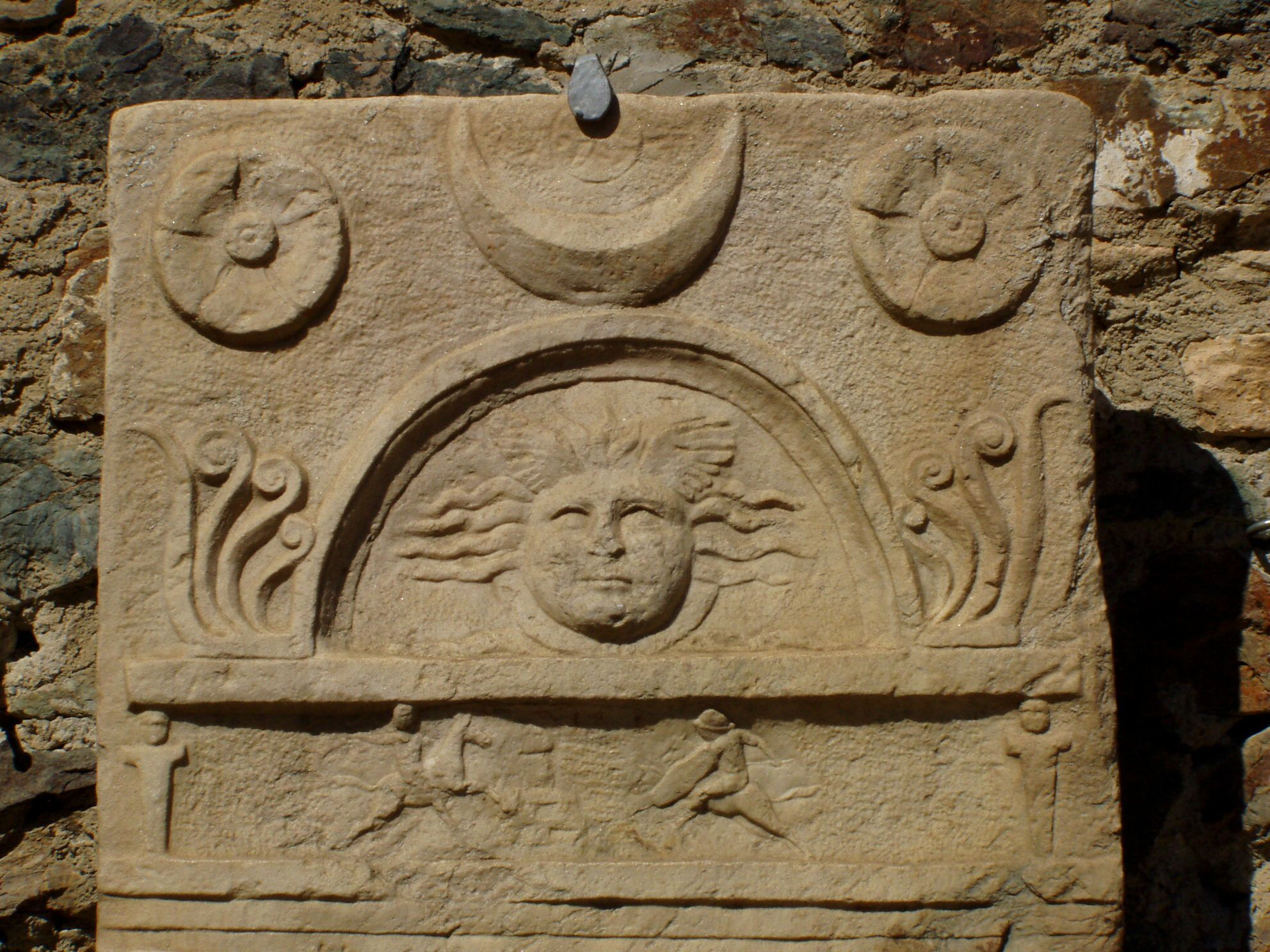
Marmorne Grabstele des Gaius Vettius

Marmor wurde für Grabstelen und zur Verkleidung der offiziellen Gebäude verwendet. Von den Verkleidungen ist wenig erhalten, sie wurden vermutlich für den Bau von Virunum wiederverwendet. Bei den Grabstelen wurde in der Frühzeit minderwertiger Marmor aus nahegelegenen Vorkommen verwendet; später – wohl mit steigendem Wohlstand – wurde Marmor aus den Steinbrüchen in Gummern, Krastal und vom Spitzelofen aus bis zu 50 km Luftlinie Entfernung verwendet.
Gebrannte Dachziegel fehlen auf dem Magdalensberg fast vollständig. Es werden zwei Möglichkeiten diskutiert: Die Häuser waren nur mit Holzschindeln gedeckt, oder die Dachziegel wurden für den Bau von Virunum wiederverwendet.

### Wandmalereien

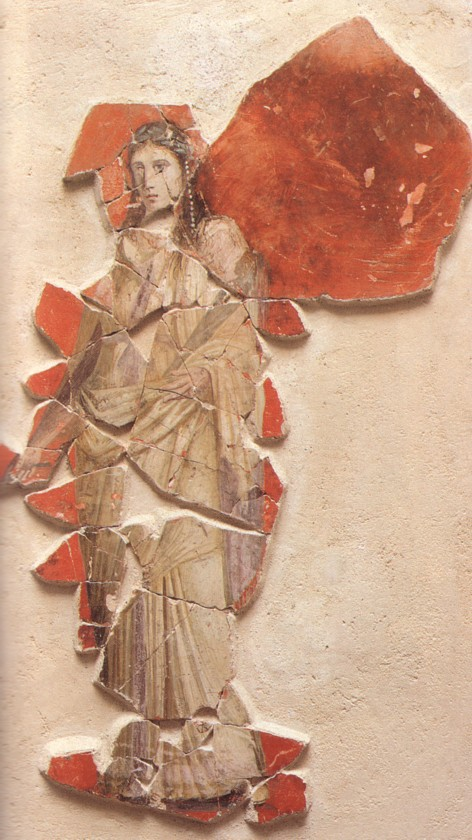
Iphigenie Taurisca, Teil der Bakchen-Fresken aus Raum AA/15

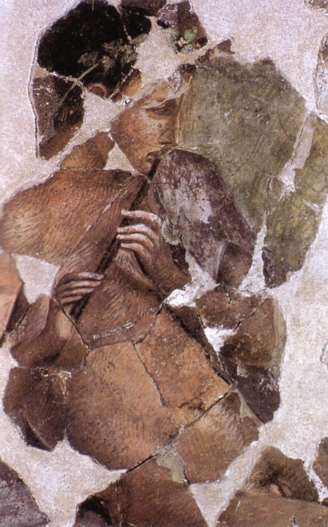
Flötenspielender Hirte aus Raum AA/15

In mehreren Räumen der Stadt wurden Wandmalereien gefunden. Die Entstehungszeit umspannt rund 80 Jahre, von spätcäsarischer bis in spättiberianische Zeit. Lediglich aus der letzten claudischen Bauphase finden sich keine Wandmalereien, da diese Gebäude ja nicht mehr vollendet wurden. Die stilistische Ähnlichkeit zu den Wandmalereien des klassischen italischen Südens sind sehr stark, die künstlerische Qualität der Künstler ist hoch, sodass hier nicht von Provinzkunst gesprochen werden kann. Die Stileinteilung für die pompejanischen Fresken kann auch hier angewendet werden, es sind folgende Stile zu finden:
- Der einfache zweite Stil, nach der Mitte des 1. Jahrhunderts v. Chr. ist etwa im unterirdischen Raum OR/23 anzutreffen. In vier Wandfeldern an der Süd- und Westwand stehen Göttergestalten, darunter Athene mit dem Schild und Aphrodite mit dem Erosknaben. Aphrodite ist eine griechische Arbeit kurz nach der Mitte des 1. Jahrhunderts v. Chr.[21]

- Der reife dritte Stil aus der Zeit Tiberius’ ist mit den bereits erwähnten Malereien im Raum K vertreten. An den drei rekonstruierten Wänden befinden sich zehn verschiedenfarbige Felder. Über alle Wände läuft ein schwarz gemalter Sockelstreifen. Die Westwand ist dreiteilig, die seitlichen weißen Felder sind dunkelrot gerahmt, das Mittelfeld eine hellrote Fläche auf himmelblauem Hintergrund. Dieser Mittelteil besaß oben einen gemalten Fries mit springenden Delphinen und goldenen Muscheln. Die Nordwand besitzt fünf Felder, abwechseln weiß und gelb, wobei die weißen Felder gelb, die gelben dunkelrot gerahmt sind. Das weiße Mittelfeld wird von zwei Säulen mit ionischen Kapitellen flankiert und trägt einen mit ornamentalem Fries bemalten Giebel. Die Ostwand besitzt zwei dunkelrot gerahmte weiße Felder. Als oberer Wandschluss dient an allen drei Wänden ein perspektivisch gemalter, auf Konsolen ruhender Rundbogenfries. In den Zwickeln befinden sich Stierschädel und Schallbecken.[22]
- Ebenfalls in diese Zeit gestellt[23] werden die Fresken, die in Bruchstücken aus dem Schutt im Raum AA/15 geborgen und wieder zusammengesetzt wurden, der sogenannte Iphigeniekomplex. Als Maler wird ein Meister aus dem hellenisierten Südosten des Mittelmeerraums vermutet, der in der griechischen Malerei wie der griechischen Dichtung gebildet war. Die Gestalten der Mythologie sind hier romantisch verfeinert.[24] Nach dem Schattenwurf konnte die Anordnung der Figuren im Raum rekonstruiert werden. Folgende Szenen sind erhalten bzw. zu identifizieren: Gegenüber dem Eingang zum Raum befand sich eine Hadesszene mit Theseus und Peirithoos vor Persephone, in die beiden Freunde gerade für ihren Versuch bestraft werden, Persephone aus dem Hades zu entführen. An der Wand links befand sich eine Hirtenszene: Ein nackter Jüngling spielt sitzend Querflöte, während ein finster blickender älterer Hirte sowie Schafe gebannt zuhören. Im Vordergrund liegt eine Panflöte, im Hintergrund sitzt als Richter des Wettkampfes (Agon) ein Berggott. Ebenfalls auf der linken Wand befanden sich drei heute isolierte Figuren: Dionysos und zwei tanzende Mädchen, die als Kassandra und Ino identifiziert werden können. Die Darstellung des Dionysos entspricht den Bakchen des Euripides. An der rechten Wand befand sich Iphigenie mit offenem Haar, Lorbeerkranz, goldener Halskette und in der Hand ein grünliches Idol, die Statue der Artemis.[25]

## Archäologischer Park Magdalensberg
Die Siedlung verfiel nach der Aufgabe sehr rasch und geriet in Vergessenheit. Spätestens seit dem Fund des Jünglings vom Magdalensberg 1502 jedoch war die frühere Besiedlung bekannt. Der Ort der Kirche direkt über einem keltischen Schacht lässt eine durchgehende Nutzung des Gipfels als Heiligtum vermuten. Erste Grabungen fanden Mitte des 19. Jahrhunderts statt. Seit 1948 gibt es alljährliche Grabungskampagnen, bei denen die heute großteils in Form eines Freilichtmuseums im Bereich des Forums zugänglichen Bauten ergraben, konserviert und zum Teil wieder aufgebaut wurden. Der Archäologische Park Magdalensberg ist eine Außenstelle des Landesmuseums Kärnten.
Der Rundgang durch den Archäologischen Park folgt 11 Stationen:
- 1. Händlerforum und Händlerviertel
- 2. Wandmalereien
- 3. Wohnviertel/Museumspädagogik
- 4. Werkstättenviertel
- 5. Doppeltor
- 6. Tempelbezirk
- 7. Praetorium, Basilika
- 8. Repräsentationshaus
- 9. Lapidarium
- 10. Terrassenhäuser mit Bad
- 11. Goldbarrengießerei